# Bagrichthys obscurus
Bagrichthys obscurus es una especie de pez de la familia Bagridae en el orden de los Siluriformes.

## Morfología
Los machos pueden llegar alcanzar los 24,9 cm de longitud total.
- Número de  vértebras: 45-47.[1][2]

## Hábitat
Es un pez de agua dulce y de clima tropical.

## Distribución geográfica
Se encuentran en Asia:  cuencas de los ríos Chao Phraya, Bang Pakong y Mekong en Indochina.